# Пецаце
Пецаце (итал. Pezzaze) је насеље у Италији у округу Бреша, региону Ломбардија.
Према процени из 2011. у насељу је живело 1613 становника. Насеље се налази на надморској висини од 630 м.

## Становништво
Према резултатима пописа становништва 2011. у општини је живело 1.586 становника.
| 1951. | 1961. | 1971. | 1981. | 1991. | 2001. | 2011. |
| ----- | ----- | ----- | ----- | ----- | ----- | ----- |
| 1.989 | 1.800 | 1.573 | 1.595 | 1.470 | 1.613 | 1.586 |